# Walaldé (Mauritanie)
Cet article concerne le village de Mauritanie. Pour la localité du Sénégal, voir Walaldé.
Walaldé (ou Gourel Djeri, ou Wothie) est un village d'environ 3 000 habitants (en 2018), situé dans le département de Bababé au sud de la Mauritanie. Il se trouve sur la rive droite du fleuve Sénégal dans la région de Laawo Rewo à 15 km a l'est de Bogue (une ancienne province de Fouta-Toro).

## Histoire
Les vestiges de la cité antique de Waalalde (appelée  Mawndu Waalalde : en français le grand Waalalde) se trouvent en Mauritanie à Tékane au défluent du marigot de Waboundé. C'est là où sont enterrés tous les  anciens rois et dignitaires de Walaldé jusqu'à Farba  Guélaajo en passant par Amaral Maissa Kara l'un des plus célèbres diaano (Chef de guerre) de Walaldé. La découverte en 2015 à walaldé (Sénégal) du fossile de l'homme le plus ancien de Fouta,, qui date de 1000 avant la naissance de Jésus Christ soulève encore des nouvelles questions sur les premiers habitants de Mawndou walaldé.
La cité antique de Walaldé s'étalait de Touldé Boussoobe en Mauritanie en passant par Walaldé (Mauritanie) et de Walaldé (Sénégal) jusqu'au Aere Lao au Sénégal.

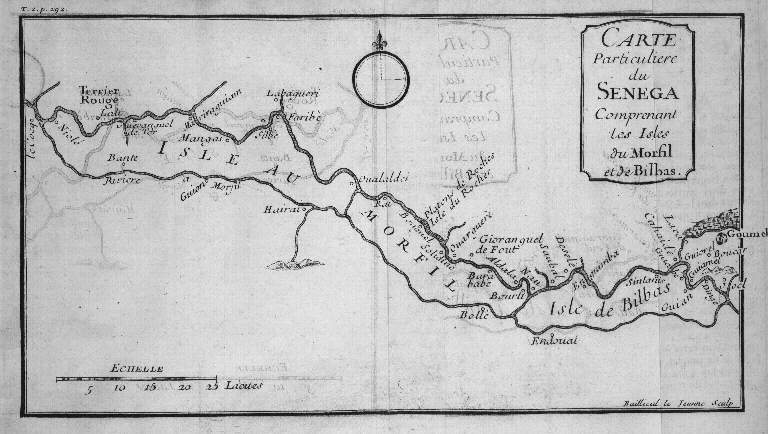
Walaldé sur une carte de 1728 illustrant la Nouvelle relation de l'Afrique occidentale de Jean-Baptiste Labat (Oualaldei sur la carte), Le père Labat – qui n'est jamais allé en Afrique lui-même – s'est largement inspiré des mémoires d'André Brue rédigées vers 1725 pour élaborer sa Nouvelle relation de l'Afrique occidentale. Il a largement plagié le livre de Michel Jajolet de la Courbe, écrit en 1685

### Organisation politique et sociale
Les fouilles archéologiques entre 1999 - 2000 ont montré  que la première occupation de Walaldé a commencé vers 800-550 avant J.-C et s'est
poursuivie jusqu'à environ 200 avant J.-C.
Au début du deuxième millénaire, Walalde n'était qu'une cité composée de quelques familles qui vivaient de la pêche et de la chasse .
L'arrivée d'Ely Ghally, également connu sous le nom de Weyndé Dieng, aux environs de l'an  1030 apr. J.-C., constitua un tournant majeur dans l'histoire de Walaldé. Cette figure marquante  joua dans la reconfiguration de son organisation politique et sociale de Walaldé. À  cette époque, le Mawdou Walalde était placé sous l'autorité de la famille Maysa, détentrice du pouvoir local.

L'arrivée d'Ely (aussi connu sous le nom de Weyndé Dieng) à Mawndou Walaldé a coïncidé avec des conflits à répétition qui opposaient les pêcheurs de Walaldé . Ely a su trouver une entente entre les pêcheurs; ce qui lui a valu d'être désigné roi de Mawndou Walaldé. Depuis lors ce sont les descendants d'Ely Ghally (Weyndé Dieng) qui portent le titre de Roi de Walaldé plus connu sous le nom de Farba Walaldé. C'est durant le règne de Farba Gakou Ciré qu'une grande reforme démocratique a été mise en place, Farba Gakou était entouré par six grand électeurs (ou Diagraphe en pulaar) le Diano, le Maïssa, le Diagaraf, le Diom et le Dialtabé, alter ego du Diémayo, puis le Diagodine, pour les affaires étrangères. Ce gouvernement manageait plus de vingt huit potentats de l’espace. Chaque grand électeur  est élu par un clan. Le roi (ou le Farba) est le chef du gouvernement mais ne détient pas le pouvoir absolu, pouvant être contesté ou accepté par les grands électeurs. Ce système de gouvernance, unique en son genre, a duré presque neuf siècles.

#### Farba
Titre de certains souverains (seɗɓe) du Fouta antérieurement à l'installation des Peul de Koli Teŋella. Farba est également le titre actuel des chefs seɗɓe 'laamɓe ou lawakooɓe' des villages de Waalalde (JENG) Njum (SIH)  Jowol Sare (JAK), dans les provinces respectives du Laaw, du Tooro et du Boosoya. À Waalalde, il est le chef suprême et sous peine d'exclusion certains titres donnent des droits coutumiers (asaakeje, biiwol Farba)

#### Maysa
Titre de l'assesseur des 'laamɓe ou lawakooɓe'  de Njum et de  Waalalde. Toorobe de patronyme Saal, le Maysa est le plus ancien titre de walalde; le Maysa de Waalalde gère le patrimoine foncier, intervient dans les délimitations et les litiges fonciers.  En plus d'être le principal percepteur des redevances foncières, il assure l’intérim du Farba en cas de vacance de pouvoir

#### Jaano
Ce titre est porté par les seɗɓe de patronyme Joop, qui sont les stratèges et les chefs de guerre, et à ce titre ils détiennent l'outil traditionnel de communication, le Tabalde dont les airs varient en fonction des situations du moment (Tabalde lawakeere, Tabalde jaaynde, Tabalde wolde).

#### Joom Aas (Joom Waalalde)
Le titre de Joom était jadis porté par les chefs politiques peuls et certains chefs de village. Ce titre est porté à Waalalde par la famille Ba, descendant de Seydi Buubu Aawdi qui était originaire de Deklé (Bagodin) qui s'installa  à Waalalde vers 1640 et obtint de Farba Gakou des privilèges et des concessions  importantes (asaakeje, biiwol farba). Le titre de Joom est porté par le doyen d'âge de la famille BA  et ne cesse qu'à la mort, et gère à ce titre  les lougans hérités de leur ancêtre Seydi Buubu Aawdi  

#### Jagaraaf
À Waalalde, le titre de jagaraaf est porté par les seɗɓe de patronyme Joop. Comme partout ailleurs dans le Fuuta, ils sont d'intrépides guerriers et sont souvent investis des rôles de percepteurs des redevances foncières. Ainsi à Waalalde ils collaborent étroitement  avec les Joom Aas et forment ensemble la famille Aas. Le titre de Jagaraaf est porté par le doyen d'âge.     

#### Jaaltaaɓe Waalalde - Jey maayo
Maître incontesté du fleuve, chargé de la gestion des points de traversée. Jaltaabe, si ce sont les Komé ou les Thiam qui sont couronnés et jeeymayo si ce sont les Sarr, il s'occupe de tout le trafic sur le fleuve et de la collecte des redevances foncières (asaakeje) des palles (berges cultivables des deux rives du fleuve.

#### Jaagodiin
Jaagodin Waalalde (Jalloh) comme Jaagodiin Guede (Kamara) est un titre respectivement porte  par des Ceddos à Waalalde  et des Toroobe a Guede. 
Ce titre couronne le doyen d'âge des Jalloh. Jouissant de la confiance du Farba ils assuraient des missions secrètes et souvent très complexes auprès de certains alliés.

### Fetchéré Guitchal (Feccere Giccal)
La pêche, la chasse et les cueillettes furent les premières activités de survivance des populations. C'est ainsi que le conseil de village de Waalalde(batu) fut symbolisé par le partage de la sardine des eaux douces, appelée giccal, entre les sept familles qui y vivaient.
Ces sept familles(Galleeji) qui composèrent le conseil de village étaient :
1. Galle Waalalnaabe;
2. Galle Toroobe;
3. Galle Aasnaabe;
4. Galle Saarankobe;
5. Galle Kommenaabe;
6. Galle Aaramnaabe;
7. Galle Suuna Biraan.